# Pietro Ziani
Pietro Ziani (Velence, 1153 – Velence, 1230. március 13.) volt a Velencei Köztársaság negyvenkettedik dózséja. Velence számára a Ziani név már korábbról igen jól csengett, és mivel a kitűnő Sebastian Ziani gyermekéről volt szó, minden velencei nagy reményeket fűzött Pietro uralkodásához. A dózsénak azonban nem volt egyszerű dolga, hiszen elődje, Enrico Dandolo alaposan megbolygatta az európai politikát. Pietrónak szembe kellett néznie Konstantinápoly és Zára megtartásának problémáival. Az uralkodása alatt kirobbant háborúk, a déli terjeszkedés és a kereskedelmi szerződések sokáig növelték népszerűségét. Azonban hamarosan be kellett látnia, hogy a konstantinápolyi velenceiek érdekeinek nem képes megfelelni. Ezért 1229-ben lemondott hivataláról.

## A nagy dózse halála után
1205. június 1-jén váratlanul meghalt a köztársaság nagyhatalmú vezetője, Enrico Dandolo. A keresztes háborúk legbravúrosabb hadvezére féktelen sereg élén elfoglalta az Adriai-tenger keleti partvidékét és Bizánc pusztulását is előidézte. Emiatt a Vatikán kiközösítette a dózsét és egész Velencét. A város azonban mit sem törődött a pápa rosszallásával. A szemükben valóságos hős volt Dandolo. Ezért nem csoda, hogy sikerült megkerülnie a velencei törvényeket, és 1205 elején társuralkodójává tette meg gyermekét, Ranier Dandolot. Az ifjú Dandolo Velencében a dózse nevében irányította a köztársaságot. Azonban közel fél év múltán a vak Enrico a bolgárok ellen vívott harcok során meghalt.

A nagy hadvezér halálának hírére megmozdult az egész város politikai elitje. A törvények hirtelen azonnal sérthetetlenekké váltak, ezért Raniertől megvonták a dózse jogkörét, és hamarosan összeült a negyvenek tanácsa, hogy megválassza a lagúnák új urát. A választók tisztában voltak azzal, hogy Enrico dózse hatalmas, ám ingatag és törékeny területeket hagyott maga után. Ezekben fontos volt, hogy megszilárdítsák a velencei uralmat. Akkoriban minden egyéb szempont másodlagos volt. A tanács választása végül a rendkívül gazdag Pietro Zianira esett.
Pietro a néhai Sebastian Ziani dózse gyermeke volt. A család vagyona messze földön páratlan volt, hiszen kiterjedt földbirtokai voltak nemcsak Velence környékén, hanem Isztriában is, és egész utcákat birtokolt a városban. Mindezek mellett Pietro legfőbb erénye az volt, hogy a városban mindenki erkölcsösségéről és nagy tudásáról ismerte. Ez pedig elengedhetetlen volt a megnövekedett velencei érdekeltségek egybentartása miatt. Pietro megválasztásakor Mara Baseggio férje volt, aki az egyik befolyásos velencei jogász leánya volt. Mara halála után Pietro politikai házasságot kötött, méghozzá Tankréd Szicília királyának leányával, Constance-szal. 

Pietro beiktatása után gyors cselekedetre volt szükség ahhoz, hogy a Serenissima ne veszítsen semmit szerzeményeiből.

## A második Ziani uralkodása

### Görög hódítások
Pietro alig rendezkedett be a Dózse Palotába azonnal hajóra szállt és Konstantinápolyba utazott. Itt felmérte a helyzetet, és erős kézzel az ottani nemesek élére állt. Hivatalrendszert épített ki, és a különböző területek élére kinevezett nemeseket lassan hűbéresévé tette. A dózse tehát sikeresen túljutott uralkodásának első, gigászi feladatán. 1207-re sikerült megszilárdítania uralmát a térségben. Az újra eggyé kovácsolódott velenceieknek sikerült megállítani a bolgárokat, és újra felállt a flotta is, amelynek élére maga a dózse állt. A hajóhad Görögország egyes stratégiai fontosságú szigetei felé vette az irányt. Pietro elfoglalta a Peloponnészosz  két városát, Modonét (azaz görögül Methónit) és Coronét (Korónit). Később Korfu szigete is a velenceiek kezébe került.

1209-ben indult meg a harc Kréta visszafoglalásáért. A szigetet a Velencének hűséget fogadó Boniface de Montferrat foglalta el keresztes lobogók alatt. Azonban hamarosan egy genovai kereskedőt, Enrico Pescatorét iktatták be Kréta vezetőjének. Közel egyéves véres csata után sikerült Velencének kiűzni a genovaiakat Krétáról. A sziget fővárosának, Irákliónak (olaszul: Candia) a bevételekor halálát lelte Ranier Dandolo is. A hosszú harc után Pietro 1210-ben Jacopo Tiepolót nevezte ki a sziget kormányzójának, és neki adományozta a Duca di Candia, azaz Candia hercege címet.
A sikeres hódítások mellett azonban a dózsénak kudarcokról is be kellett számolnia hazatérte után. Epirusz ugyanis ekkor vált ki a velencei uralomból, és Epiruszi Despotátus néven önálló állammá alakult. Mindemellett a Velencébe visszatérő Pietrot hatalmas örömünnep köszöntötte. Nemcsak a nép, és az egyre gazdagodó kereskedők fogadták tárt karokkal, hanem a tanács is, amely nem csalódott a kiváló férfiú adottságaiban.

### Itáliai háború
Pietro dózsét elődjéhez hasonló tisztelet övezte Velencében, azonban a görög területeken még folytatódott a háború, igaz a hatalom megerősítéséért már csak kisebb összecsapásokra került sor. A dózse a városállam belügyeivel akart foglalkozni, hiszen úgy érezte, hogy teljesítette azt a feladatot, ami miatt megválasztották őt a Serenissima élére. De a sors nem így hozta.

1214-ben a szomszédos itáliai városállamok hadat üzentek Velencének. Padova és Treviso rendkívüli irigységgel figyelte ahogyan az Adria királynője egyre nagyobb gazdasági és politikai hatalomra tesz szert. A két város a Lombard Liga tagja volt, így a Német-római Birodalommal szemben kivívott függetlenségük gazdasági fellendülést hozott. A Velence iránti ellenérzések legfőbb oka az volt, hogy a két szomszédos város úgy érezte, hogy II. Frigyes, német-római császár aránytalanul nagy kegyben részesíti Velencét. A Serenissima diplomáciája valóban rendkívüli engedményeket harcolt ki kereskedőinek a német udvarban. Ezt a hegemóniát akarta megtörni a két város, és ürügyként egy igazán jelentéktelen eseményt használtak fel.
Trevisoban több éves hagyomány volt az úgynevezett Castello dell'amore játék, amelynek az volt a lényege, hogy egy fából épített kétszintes torony alsó szintjére a házasulandó hölgyek álltak, míg a felső szintre a környék városaiból érkezett ifjak. Adott jelre a feleséget kereső ifjak virágokat és gyümölcsöket dobtak a hölgyeknek. Akinek az ajándékát a hölgyek elkapták, annak ajánlották fel magukat. A játékokra Velencéből és Padovából is érkeztek ifjak a játékra. Amikor a trevisoiak jelt adtak, mindenki felháborodására a velenceiek arany dukátokat szórtak a hölgyek közé. Az igazságtalan és gátlástalan modor miatt hamar vita támadt a játéktéren, és később a két sértett város hadat üzent Velencének. A két város hadereje megtámadta és kifosztotta a velencei uralom alatt álló Chioggiát, és ezzel elkezdődött az évszázados vetélkedés Velence és a szomszédos városok között. Ezúttal 1220-ig tartott a háború, amelynek végén a Serenissima kénytelen volt lemondani egyes jogairól, de jelentős területeket szakított el Padovától és Trevisotól is.

### Belső reformok
Ugyan Pietro békeszerető ember volt, és inkább a tudományoknak, a reformoknak szeretett élni, mégis uralmának huszonnégy éve alatt mindössze kilenc év telt el viszonylagos békében. Ez az időszak uralkodásának utolsó periódusát jellemezte. Pietro a szomszédos konfliktusok rendezése után nekiklátott a velencei köztársasági szervek reformjának. Főként az igazságszolgáltatás és a bírói hatalom felépítését változtatta meg. 

A Negyvenek Tanácsától, a Quarantától függetlenül 1223-ban létrehozott egy új intézményt, amelyet Quarantia névre kereszteltek. Ennek legfőbb oka az volt, hogy a korábban a dózse személyének megválasztására felállított tanács szerepe kibővült. A Quarantiának ezen túl a köztársaság legfontosabb hivatalnokának megválasztására már nem volt joga, de az Avogadori di Comun, azaz a városi ügyészség segítségével joga volt megtárgyalni és ítéletet hozni minden olyan esetben, amely az állam vagy egy szabad személy ellen irányult.

A Piovego ítélőszéknek is megváltoztatta korábbi jogkörét. A Piovego eredetileg az államkincstárt érintő ügyekben járhatott el. Ezen a szinten foglalkoztak az adóügyekkel, itt lehetett kérvényezni az egyes tulajdonok, vagyonértékek kincstárba vételét vagy adómentességét. Pietro érvelése szerint a Piovego intézkedései a magántulajdonhoz kötődnek, ezért kiszélesítette a bírói tanács jogkörét a magántulajdont sértő bűnesetek feletti döntéssel és a hitelezéssel, uzsorakamatokkal kapcsolatos ügyekkel.
Az itáliai háború után a dózse meg akarta újítani szövetségeit a félszigeten. Ezért a velencei diplomácia új szerződéseket ajánlott a közeli Bolognának, Fanónak, Fermónak és Castelfidardónak. A kereskedelmi megállapodásokat is tartalmazó szerződések azonban nem arattak osztatlan sikert. A Velence felé örökké makacs politikát folytató Ancona hallani sem akart a megegyezésről, és IX. Gergely pápa is elítélte a velencei békéket. A pápaság egyrészt még nem bocsátott meg a velenceieknek Konstantinápolyért, másrészt a Serenissima éppen az egyházi körökbe tartozó városokkal kötött szerződéseket. Ez gazdaságilag és politikailag is lazította Róma és ezen városok kapcsolatát.

## Konstantinápolyi gondok
A hazai belügyek és a korábbi háborúk annyira legfoglalták Pietrot, hogy szinte teljesen elhanyagolta a Dél-Európában újonnan elfoglalt területek, azokon belül is főként Konstantinápoly ügyeit. A jelentős gazdasági hatalommal bíró konstantinápolyi velencei nemesek egyre nyomatékosabban adtak hangot ellenszenvüknek. A dózse több éve hitegette az egykori Bizáncban élő velenceieket, hogy Konstantinápoly élére is kinevez egy kormányzót, mint ahogyan Kréta élére Jacopo Tiepolot. A vezető megválasztása azonban elmaradt, így a velenceiek egyre jobban Courtenay Péter, latin császár befolyása alá kerültek. A császár minden erejével megpróbálta megnyerni a velenceieket, hogy azok beleegyezzenek Péter uralmába. A helyzetet nehezítette az is, hogy Laszkarisz Theodor, nikaiai császár a bizánci trón jogos örököseként igényt tartott a városra és a korábban Bizánchoz tartozó területekre.

Az egyre bonyolultabb és egyre feszültebb helyzetet Pietro nem tudta kezelni. A konfliktus elmérgesedésekor Konstantinápolyba utazott, és Jacopo Tiepolot nevezte ki a város velencei kormányzójának. De a kudarc miatti rosszallást már nem tudta elkerülni. A népszerűtlenné vált Pietro 1228 szeptemberében úgy döntött, hogy lemond hivataláról. 1229 elején hivatalosan is lemondott trónjáról. Az uralkodása alatt összegyűjtött hatalmas vagyont szétosztotta a szegények, árvák és betegek között, de juttatott különböző menhelyeknek és kórházaknak is. Ezután egy kolostorba vonult vissza, de hamarosan, 1229 márciusában meghalt. Testét a családi temetkezőhelyen helyezték örök nyugalomra, a velencei San Giorgio-templom kriptájában.
Halála után olyan legendák keltek életre, miszerint Pietro dózse valójában azért mondott le olyan hirtelen trónjáról, mert a velencei trónt nem vitette át Konstantinápolyba. Ezt az ötletet Jacopo támogatta, de a Nagytanács egy szavazat híján elutasította a döntést. A kudarc miatt Pietro úgy döntött, hogy lemond trónjáról.